# حیدر حیدر
حیدر حیدر (زاده ۱۹۳۶ در حصین البحر- مرگ ۵ مه ۲۰۲۳) نویسنده و رمان‌نویس اهل سوریه بود.

## تولد و زادگاه
حیدر حیدر در سال ۱۹۳۶ در حصین البحر در نزدیکی شهر طرطوس سوریه زاده شد. حصین‌ البحر از نواحی کرانه دریای مدیترانه است که شیعیان علوی در آنجا زندگی می‌کنند. 

## تحصیلات
حیدر تحصیلات ابتدایی را در زادگاهش طی کرد و دوره متوسطه را در طرطوس گذراند. سپس به حلب رفته و تحصیلاتش را ادامه داد.

## علاقه به داستان و رمان
حیدر شیفته مطالعه بود و اولین کتابی که خواند چنین گفت زردشت اثر نیچه بود. 

## کتاب‌ها
حیدر حیدر نویسنده‌ای خوش‌قلم و پرکار بود. از کتاب‌های وی می‌توان این موارد را یاد کرد:
- الزمن الموحش؛ روزگار وحشتناک
- شموس الغجر؛ خورشیدهای سحرگاه
- ولیمة لأعشاب البحر: نشید الموت؛ میهمانی خاشاک دریا که در سال ۱۹۸۴ چاپ شد و چاپ دوباره‌اش در سال ۲۰۰۰، در مصر جنجال بپا کرد؛ تا جایی که فروش این کتاب ممنوع شد.

## معروف‌ترین اثر
کتاب «ولیمة لأعشاب البحر» (به فارسی، مهمانی خاشاک دریا) معروف‌ترین اثر حیدر حیدر است که به چند زبان نیز ترجمه شده‌است. این اثر، عصبانیت روحانیون سنی ازهر مصر را علیه حیدر به ارمغان آورد و او را دچار گرفتاری‌های فراوانی کرد.